# 招宝山大桥
招宝山大桥是浙江省宁波市一座跨甬江桥梁，连接镇海区和北仑区，为甬江注入灰鳖洋前的最后一座桥梁。大桥原名宁波大桥，1995年6月8日开工，2001年6月8日通车:472，并改为现名。招宝山大桥主桥原属于规划中的滨海快速路，但该快速路并未建设，现已取消规划，改为建设镇海和北仑两侧连接线作为主线，分别于2018年和2023年建成通车。

## 桥梁形制
招宝山大桥为协作体系独塔斜拉桥，全长2482米，主跨258米。大桥引桥从镇海区出发，利用隧道穿越招宝山，此后桥面延伸横跨甬江，最后终于北仑区戚家山街道。招宝山隧道为双孔公路隧道，全长长169米，两孔间距最小处仅有2.98米。大桥主塔双索面不对称，北岸略大。道路主线限速60公里每小时，匝道限速40公里每小时。镇海侧连接线全长1.458公里，北仑侧连接线全长1.537公里。

## 建设事故
1998年9月24日，正在建设中，预定于当年10月31日通车的招宝山大桥（时称“宁波大桥”）出现梁体上下晃动。经过检查，发现16号块接缝出现裂崩。这一事故引起了当时中国大陆主要媒体的关注。人民日报和中央电视台焦点访谈栏目均对此进行关注。后经调查发现，底板厚度过薄等设计漏洞导致大桥建设发生事故。经过修复，大桥于2001年6月8日通车。

## 争议

### 收费
由于大桥属于经营性公路，通车以来，招宝山大桥一直需要收费。加上镇海甬江隧道同属于收费公路，这给镇海区的对外交通带来了不便。自从建成以来，关于是否取消收费的争议不断。然而，宁波市政府以经营性公路尚无政策，以及明州大桥即将通车为由，多次拒绝取消大桥收费，但是，在2010年1月1日，同为跨甬江的常洪隧道取消收费以来，发生严重的拥堵。迫于交通压力，2010年3月1日，甬江隧道和招宝山大桥收费被取消。

### 限速及主桥建设相关问题
招宝山大桥匝道从建成开始一直限速40公里每小时，但由于监管不得力，这一限速基本形同虚设。2010年取消收费后，猛增的车流量使得限速政策被严格执行，而这又降低了桥梁的使用效率，而招宝山大桥主桥建成十余年后仍未投用，也引起了宁波市人大代表及媒体的注意。后镇海侧连接线于2015年4月1日开工，2018年5月25日通车。北仑侧连接线于2021年4月30日开工，2023年12月28日通车。